# マドレーヌ・ブレ

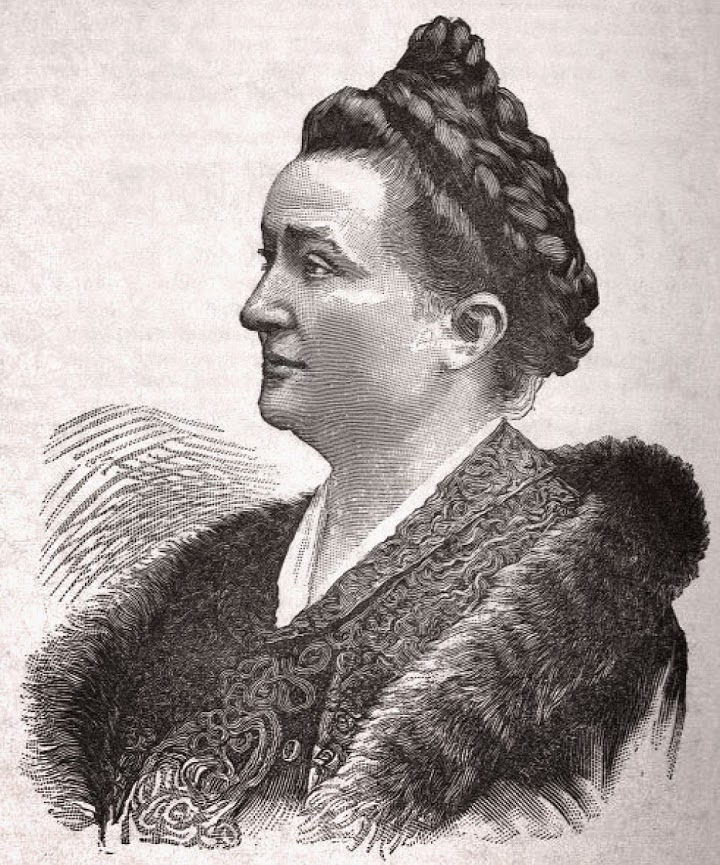
マドレーヌ・ブレ

マドレーヌ・ブレ（Madeleine Brès、旧姓：Gebelin、1842年11月25日 - 1921年11月30日）は1875年にフランス人女性として最初に医師免許を取得した女性である。
ブイヤーギュ（Bouillargues）に生まれた。父親は馬車職人である。幼い頃にニームの病院を手伝い、天職を見出だした。修道女に薬草の使い方を学んだ。当時の習慣に従って15歳で結婚した。
1866年にパリ大学医学部（Faculté de médecine de Paris）部長のアドルフ・ヴュルツに、医学部への入学を頼んだ。入学は認められ、開明のシンボルとしてナポレオン3世の皇后、ウジェニー・ド・モンティジョや公教育大臣の後援を受けた。普仏戦争中にインターン訓練を受け1875年6月3日に医師免許を取得した。フランスでは、イギリス人婦人のエリザベス・ギャレット＝アンダースンが医師免許を1870年に取得しているが、ブレはフランス女性としては最初に医師免許を取得した女性となった。
パリの看護学校の教師として働き、婦人と子供の健康に関する雑誌を運営し、いくつかの著書を執筆した。託児所の組織・運営の研究のためにスイスで研究し、フランス最初の保育園の設立に貢献した。